# کلودیانو آلوز دوس سانتوس
کلودیانو آلوز دوس سانتوس (به پرتغالی: Claudiano Alves dos Santos) مدافع اهل برزیل است که در شهر Medeiros Neto-BA و در تاریخ ۷ اکتبر ۱۹۸۱ به دنیا آمده‌است.
کلودیانو آلوز دوس سانتوس در تیم‌های فوتبال Guaçuano سابقهٔ حضور دارد.